# سیارک ۱۸۲۸۶
سیارک ۱۸۲۸۶ (به انگلیسی: 18286 Kneipp، نامگذاری:1973UN5) هجده هزار و دویست و هشتاد و ششمین سیارک کشف شده‌است که در ۲۷ اکتبر ۱۹۷۳ کشف شد.
قدر مطلق سیارک برابر ۱۵٫۱۰ است.